# 博洛塔绢蒿
博洛塔绢蒿（学名：Seriphidium borotalense）为菊科绢蒿属的植物，是中国的特有植物。分布在中国大陆的新疆等地，生长于海拔1,000米至1,500米的地区，多生在荒漠、砾质山坡、半荒漠草原、戈壁或洪积扇地区，目前尚未由人工引种栽培。

## 异名
- Artemisia borotalensis Poljak.